# Богородицкое (Хотынецкий район)
Богоро́дицкое — село в Хотынецком районе Орловской области. Административный центр Богородицкого сельского поселения.

## История
До революции село относилось к Карачевскому уезду Орловской губернии.

## Известные жители
В XIX веке имением в селе владел писатель Федор Ромер.